# Condado de Lee (Virginia)
El Condado de Lee es un Condado del Estado de Virginia. Según el censo del 2000, la población era de 23.589 habitantes. La sede del condado está localizada en Jonesville. Su ubicación se encuentra en el extremo occidental del Estado.

## Historia
El condado fue fundado en 1793 después de Russell. El nombre del mismo es en homenaje a Henry Lee III, gobernador de Virginia desde 1791 hasta 1794, fue conocido como "Caballo de Luz Harry Lee" por sus logros como líder de las "tropas de la luz" en la Guerra de la Independencia. Fue el padre del general confederado Robert E. Lee.
Entre los mayores terratenientes de la región estaba el oficial y explorador Joseph Martin dándole su nombre a la Estación de Martin y Martin's Creek en Rose Hill, aparte de obtener 25.000 acres de terreno, las cuales posteriormente vendió.
En 1814, varias zonas de los condados de Lee, Russell y Washington se combinaron para formar el de Scott, y posteriormente junto a este se formó Wise

## Geografía
Según la Oficina del Censo de los Estados Unidos, el condado tiene un área de 437 mi² (1.133 km²) de los cuales, 437 mi² (1.132 km²) es terreno y 0 mi² (0 km²) es agua con un porcentaje de 0,04%

### Distritos
El condado está dividido en siete distritos: Jonesville, Rocky Station, Rocky Station Mineral, Rose Hill, White Shoals, Yokum, St.Charles Pennington Gap, Keokee, Robbins Chappel, and Yokum Mineral.

### Condados adyacentes
- Condado de Harlan (Kentucky) - norte
- Condado de Wise (Virginia) - nordeste
- Condado de Scott (Virginia) - este
- Condado de Hancock (Tennessee) - sur
- Condado de Claiborne (Tennessee) - sursudoeste
- Condado de Bell (Kentucky) - oeste

### Áreas nacionales protegidas
- Parque Nacional Histórico Cumberland Gap (part)
- Parque Nacional Jefferson (parte)

## Demografía
Según el censo del 2000, había 23.589 habitantes y 6.852 familias residiendo en el condado y 9.706 hogares en el mismo. La densidad de población era de 54 habitantes por mi² (10/km²). La distribución por razas de la población estuvo compuesta de un 98,44% de blancos, 0,44% afroamericanos, 0,22% nativoamericanos, 0,18% asiáticos, 0,08 de otras razas, y 0,64 mestizos. El 0,51% de la población era hispanoamericana.
En el condado había 9.706 viviendas de las cuales, en un 29% vivían gente con hijos menores de 18 años, 55% eran parejas casadas, 11,70 eran mujeres solteras o sin marido presente y el 29,40% no tenía familia. El 27% de todos los hogares fueron fabricados como individuales y un 12,10% de los que tenía una vivía solo con 65 años o más de edad. El tamaño medio de cada hogar era 2,41 la individual y 2,91 la familiar.
La población por edades estuvo repartida en un 22,80% aquellos menores de 18 años, 8% de 18 a 24 años, 27,50% de 25 a 44 años, 26,30% de 45 a 64 años, y el 15,40% de 65 o más años. La media de edad estaba en los 40 años. Por cada 100 mujeres, 94,20 eran varones. Por cada 100 mujeres de 18 años, 91,30 eran varones.
La media de ingresos por hogar en el condado era de 22.972 dólares, y los ingresos por familia era de 28.525 dólares. La población masculina tenía una media de ingresos de 27.579 frente a los 19.370 dólares de las mujeres. La renta per cápita era de 13.625 dólares. Cerca de un 20,20% de las familias y el 23,90% de la población vive bajo la línea de la pobreza, incluyendo un 30,10% de aquellos menores de 18 años y 23,30% de 65 o más años.